# 殷芸
殷芸（471年—529年），字灌蔬。在宋代，为避讳赵匡胤父亲赵弘殷，曾被称作商芸。陈郡长平（今河南西华）人。
生于南朝宋明帝泰始七年，個性瀟灑，不拘细行，“勵精勤學，博洽群書”。南朝齐永明中，曾擔任宜都王行参军。南朝梁天监初年，担任西中郎主簿。卒于梁武帝大通三年。
殷芸著有《小说》十卷，寫作於南北朝時期的南梁，是歷史上第一部以「小說」為書名的短篇小說集。《殷芸小說》久佚，1910年魯迅最早將它輯錄成書。

## 延伸阅读
[在维基数据编辑]
 《梁書/卷41》，出自姚思廉《梁書》